# エルモゲン (モスクワ総主教)
モスクワ総主教エルモゲン（ロシア語: Патриарх Московский, Ермоген, 1530年頃 - 1612年2月17日）は、第二代モスクワ総主教。ゲルモゲン（Гермоген）とも。正教会において聖人。
前任のイグナティイを第二代として、第三代モスクワ総主教と数えられることもある。

## 生涯
カザン・ハン国カザンでドン・コサックの家系に1530年頃生まれる。
カザンで司祭として奉職。間もなく修道士となり、1582年にカザンにある救世主顕栄修道院の掌院に昇叙、1589年に主教に叙聖され、初のカザン府主教となった。カザン府主教としてタタールとの最前線にある同地を指導、戦死した兵士たちのためにパニヒダをモスクワ総主教イオフの祝福のもと執行するなどしている。
1606年、モスクワ総主教に選出され、7月3日に着座。着座式はモスクワのクレムリンにある生神女就寝大聖堂で行われた。
エルモゲンが着座した時期は、ポーランド・リトアニアのロシアへの介入と侵攻（偽ドミトリー1世による混乱、ロシア・ポーランド戦争 (1605年-1618年)）の時期と重なっており国難とも言える困難な状況にあった。この時期にポーランドを支配していたジグムント3世はブレスト合同にもみられる通り熱烈なカトリック主義者であり、強固なイエズス会支持者であり、ロシアの征服とカトリック化を狙っていた。
ロシアに侵攻しモスクワを占領したジグムント3世によるロシアのローマ・カトリック化政策に対してエルモゲンは断固抵抗、ロシア各地に回状を発し、正教信仰を忘れた者（カトリックに協力した者）を叱責。ジグムント3世、ポーランドへの抵抗を呼びかけ、正教信仰を守るように呼びかけた。この結果ロシア国民軍が編成された。

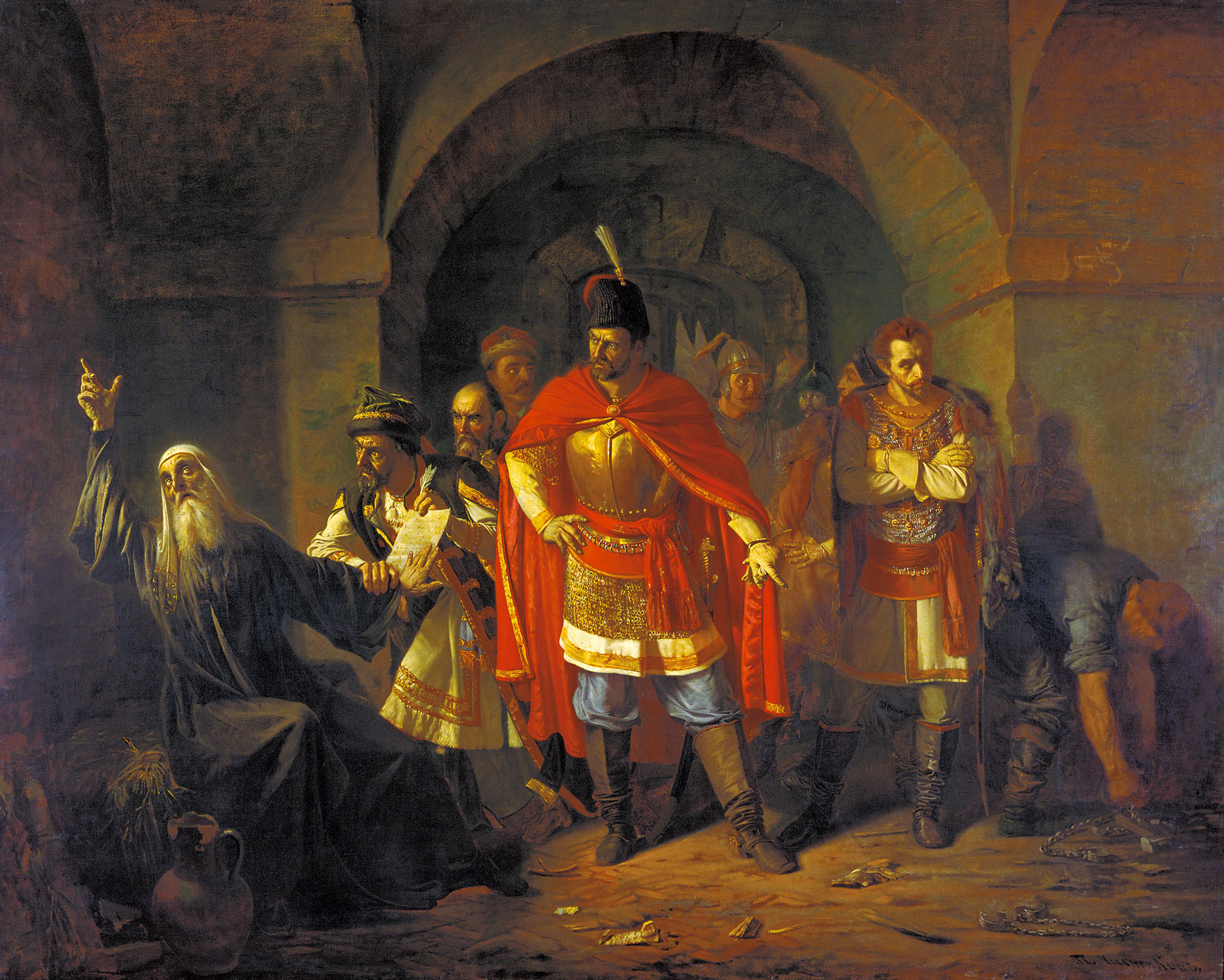
『獄中でポーランドへの祝福を拒むエルモゲン』（左方に黒リヤサを着た人物）。聖人伝に獄中でエルモゲンの鎖が外れた奇跡が起きたことを反映し、右下には砕け散った鎖が描かれている。（画：パーヴェル・チスチャコフ、1860年）

エルモゲンは投獄され、ポーランドを支持し反乱を止めさせる回状を発するようポーランドから死刑をちらつかせて脅迫されたが、エルモゲンは「貴方がたの脅しが何だと言うのだ。私は神のみを畏れる。もし我等の敵がモスクワを去るなら、私はロシア軍がモスクワから引き揚げるのを祝福する。しかしもし貴方がたがここに残るのなら、皆が貴方がたに抵抗して正教信仰のために死ぬ事を私は祝福する。」と言って拒否した。
エルモゲンは過酷な監禁生活の中、ロシア軍によるモスクワ解放を待たずに1612年2月17日に獄中で餓死した。ロシア軍によるモスクワ解放後、遺体はチュードフ修道院に埋葬されたが、1654年にモスクワのクレムリンにある生神女就寝大聖堂に改葬された。
1913年5月12日に正教会で列聖された。